# WAS-2103

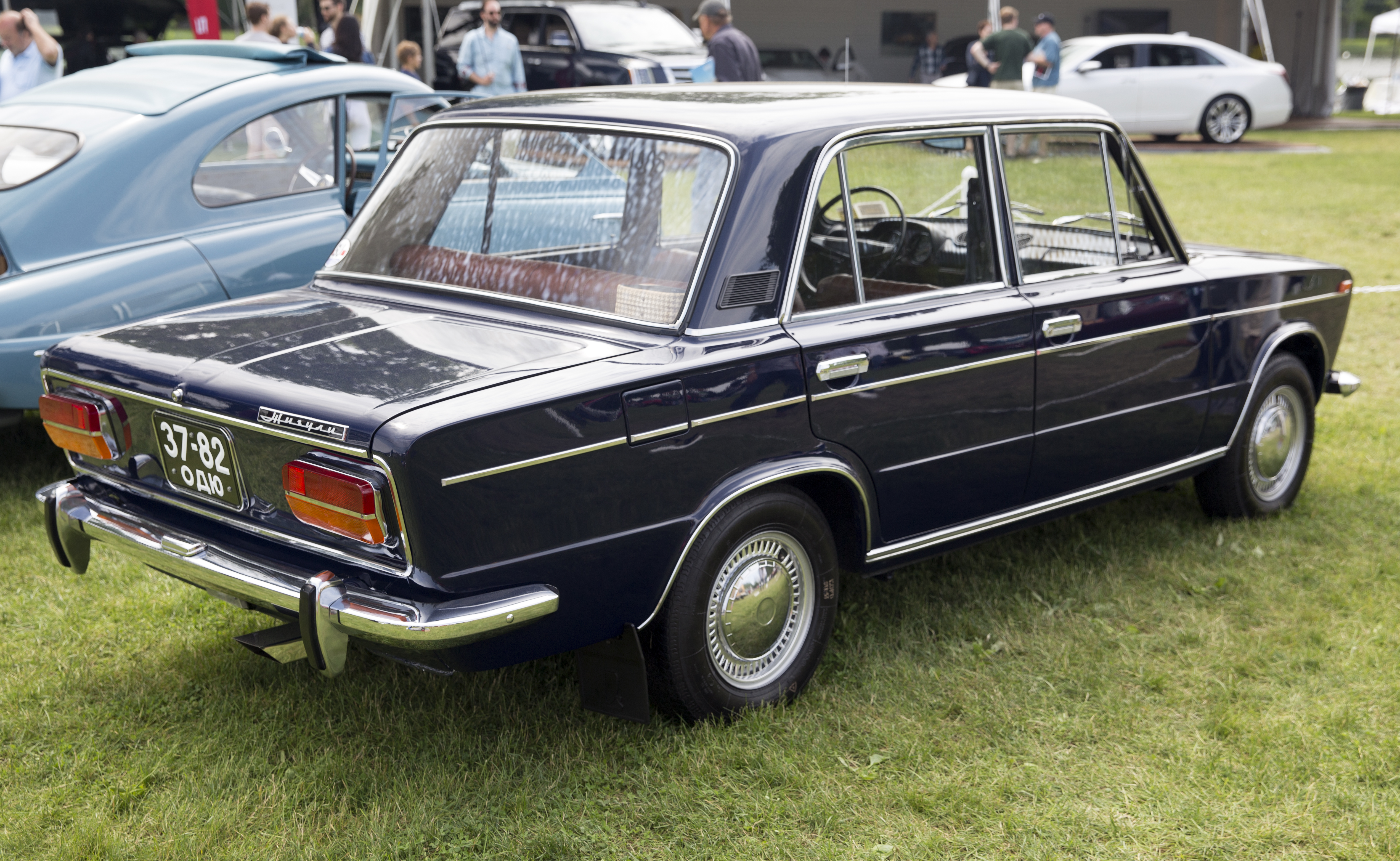
Heckansicht

Der WAS-2103 „Schiguli“ (russisch ВАЗ-2103 Жигули, englische Transkription VAZ-2103) ist eine Limousine von AwtoWAS, die von 1973 bis 1984 in 1.304.866 Exemplaren produziert wurde. Im Export hieß das Modell Lada 1500. Er ist das dritte Modell der Schiguli-Modellreihe nach dem WAS-2101 und WAS-2102 und wurde im Januar 1973 als erster AwtoWAS-Wagen auf dem Auto-Salon von New York vorgestellt.

## Allgemeines
Die Karosserie des WAS-2103 ist durch die etwas längeren Überhänge an Front und Heck größer als das Ausgangsmodell. Auffälligster äußerlicher Unterschied sind die in einen Chrom-Kühlergrill eingebetteten Doppelscheinwerfer. Chrom wurde auch großzügig am gesamten Fahrzeug verteilt. Das Armaturenbrett besteht aus einem Holzimitat, in dem alle Instrumente eingefasst sind. Ein roter WAS-2103 war am 21. Dezember 1973 der millionste Wagen, der in Togliatti von den Bändern lief. Angetrieben wird der WAS-2103 von einem 1451-cm³-Ottomotor mit einer Leistung von 55 kW (75 DIN-PS); daher erhielt der Wagen seinen Namen Lada 1500 auf den Exportmärkten. Mit diesem Motor erreicht er 152 km/h Höchstgeschwindigkeit und beschleunigt in 17 Sekunden von 0 auf 100 km/h. Zusätzlich gab es den Wagen ab Ende des Jahres mit 1,3-Liter-Motor aus dem WAS-21011, der 48 kW (65 DIN-PS) leistete. 1984 endete die Produktion und der bereits 1975 eingeführte WAS-2106 verblieb als Nachfolger.
Im Sommer 1980 wurden ein neuer Vergaser (Typ 2107—) und eine Unterdruck-Zündverstellung eingeführt. Daraus ergaben sich bessere Fahrleistungen bei gleichzeitig geringerem Kraftstoffverbrauch.

## Unterschiede zum WAS-2101 und Fiat 124 Special

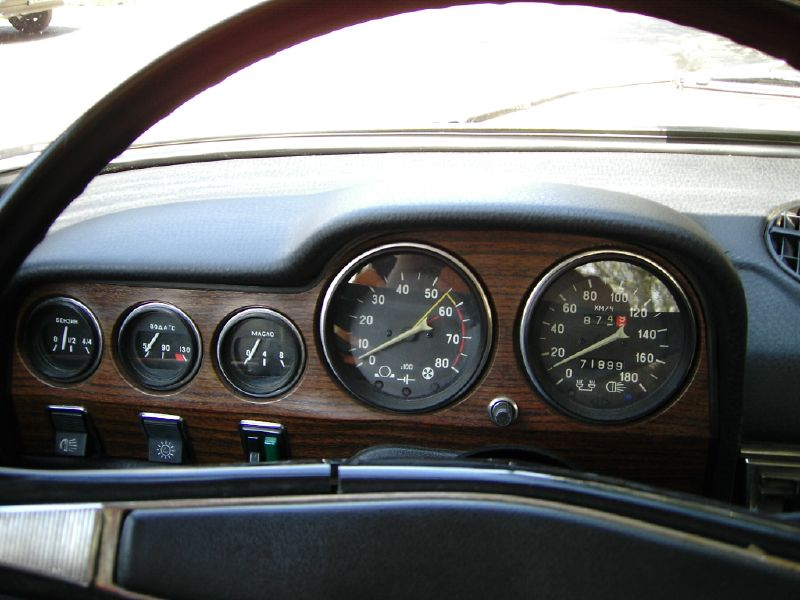
Armaturenbrett WAS-2103

Die Vorlage für den WAS-2103 lieferte der Fiat 124 Special, eine modifizierte Variante des Fiat 124 mit größerem Motor, im Detail geänderter Karosserie und reichhaltigerer Ausstattung. Gleichwohl bestehen erhebliche Unterschiede zwischen den beiden Baumustern, vor allem den Motor betreffend. Während der WAS-2103 einen auf 1451 cm³ nicht aufgebohrten, sondern hubverlängerten NAMI-Motor mit obenliegender Nockenwelle hatte, kam der Fiat 124 Special mit dem seitengesteuerten Fiat 124-Motor daher, der auf 1438 cm³ vergrößert worden war (im Modell Special T gab es dann auch ein ohc-Aggregat). Bei den äußerlichen Unterschieden fallen neben einer im Detail anderen Frontgestaltung vor allem die wesentlich größeren Heckleuchten des WAS-2103 auf (der Rückfahrscheinwerfer war beim WAS-2103 allerdings nicht integriert, sondern separat unterhalb der Stoßstange montiert). Die Ausstattung betreffend ist der im WAS-2103 serienmäßige Drehzahlmesser erwähnenswert.
Verglichen mit dem WAS-2101 blieben tragende Elemente der Karosserie gleich, aber an Beplankungsteilen gab es diverse kleinere Veränderungen, die zu einem insgesamt kantigerem Aussehen und etwas größeren Abmessungen führten. Äußerlich auffällig waren zudem die geänderte Front- und Heckpartie, sowie die Verwendung von mehr Zierteilen. Ein markantes Detail des WAS-2103 war die eckige Auspuffrohrverkleidung. Die Sitze waren körpergerecht ausgeformt und für die unmittelbaren Sitzflächen wurde Textilmaterial verwendet (WAS-2103: Kunstleder). Auch sonst war die Innenausstattung sorgfältiger und hochwertiger ausgeführt. Zu den gehobenen Ausstattungsdetails zählten unter anderem ein Drehzahlmesser und rote Warnleuchten in den Vordertüren, die sich beim Öffnen automatisch einschalteten. Das Fahrwerk betreffend gab es – von etwas breiterer Spur infolge anderer Felgen und einem Unterdruck-Bremskraftverstärker abgesehen – keine Unterschiede zum WAS-2101.

## Technische Daten
| Kenngrößen                      | WAS-2103                                                 | WAS-21033                                                | WAS-21035                                                |
| ------------------------------- | -------------------------------------------------------- | -------------------------------------------------------- | -------------------------------------------------------- |
| Baujahre                        |                                                          |                                                          | 1979–1984                                                |
| Masse                           | 1030 kg                                                  | 1030 kg                                                  | 1030 kg                                                  |
| Maximal zulässige Gesamtmasse   | 1430 kg                                                  | 1430 kg                                                  | 1430 kg                                                  |
| Länge                           | 4116 mm                                                  | 4116 mm                                                  | 4116 mm                                                  |
| Breite                          | 1611 mm                                                  | 1611 mm                                                  | 1611 mm                                                  |
| Höhe                            | 1440 mm                                                  | 1440 mm                                                  | 1440 mm                                                  |
| Radstand                        | 2424 mm                                                  | 2424 mm                                                  | 2424 mm                                                  |
| Spurweite vorn / hinten         | 1365 / 1321 mm                                           | 1365 / 1321 mm                                           | 1365 / 1321 mm                                           |
| Motorbaumuster                  | 2103                                                     | 2105                                                     | 2101                                                     |
| Motorbauart                     | Wassergekühlter Reihenvierzylinderottomotor              | Wassergekühlter Reihenvierzylinderottomotor              | Wassergekühlter Reihenvierzylinderottomotor              |
| Gemischaufbereitung             | 1 Fallstrom-Registervergaser                             | 1 Fallstrom-Registervergaser                             | 1 Fallstrom-Registervergaser                             |
| Hubraum                         | 1452 cm3                                                 | 1294 cm3                                                 | 1198 cm3                                                 |
| Bohrung × Hub                   | 76 mm × 80 mm                                            | 79 mm × 66 mm                                            | 76 mm × 66 mm                                            |
| Verdichtungsverhältnis          | 8,5:1                                                    | 8,5:1                                                    | 8,5:1                                                    |
| Bruttoleistung (GOST-14846-81)  | 54,1 kW bei 5600 min−1                                   | 48,3 kW bei 5600 min−1                                   | ?                                                        |
| Max. Drehmoment (GOST-14846-81) | 106 N·m bei 3400 min−1                                   | 94 N·m bei 3400 min−1                                    | ?                                                        |
| Höchstgeschwindigkeit           | 150 km/h                                                 | 137 km/h                                                 | 137 km/h                                                 |
| Beschleunigung, 0–100 km/h      | 19 s                                                     | 21 s                                                     | 22 s                                                     |
| Kraftstoffverbrauch (l/100 km)  | bei 90 km/h: 7,7 bei 120 km/h: 10,7 innerstädtisch: 11,9 | bei 90 km/h: 7,6 bei 120 km/h: 10,5 innerstädtisch: 10,8 | bei 90 km/h: 7,6 bei 120 km/h: 10,0 innerstädtisch: 10,8 |
| Quelle                          | [ 5 ]                                                    | [ 5 ]                                                    | [ 5 ]                                                    |

## Testberichte und Import in die DDR
Noch im Jahr 1973 begann der Import in die DDR, dort war der Wagen seinerzeit der am besten ausgestattete und technisch fortschrittlichste regulär erhältliche Pkw.
Die Fachzeitschrift KFT stellte in einer detaillierten technischen Beurteilung dem WAS-2103 den Polski Fiat 125p 1500 gegenüber. Diese recht ähnlichen Pkw wurden seinerzeit in der DDR parallel und in der gleichen Preisklasse angeboten. Bezogen auf Karosserie und Innenausstattung lag der WAS-2103 leicht vorn. Der 125 p bot zwar etwas mehr Platz, unterlag jedoch bei Heizung, Lüftung, Instrumententafel und den Blechpassungen der Karosserie. Auch bezogen auf das Fahrwerk erzielte der WAS einen leichten Vorsprung, vor allem wegen der Hinterachsführung, den Bremsen und den Reifen. Für die Redaktion überraschend schnitt der 125 p mit dem konstruktiv deutlich älteren Motor in der Triebwerksbeurteilung kaum schlechter ab als der WAS, vor allem wegen günstigerer Handhabung, besserer Getriebeabstufung und geringerer Nebengeräusche. Im Endergebnis ergab sich ein leichter Punktvorsprung für den WAS-2103. Die ergänzend hinzugezogene Ausführung 1974 des 125 p mit Detailverbesserungen ließ diesen noch näher an den WAS heranrücken.